# Capel-y-ffin

Ubicació de Powys

Capel-y-ffin és un llogarret prop de la frontera anglesa gal·lesa a Powys, País de Gal·les, a les Muntanyes negres dins del Parc Brecon Beacons National. La ciutat més pròxima és Hay-on-Wye, unes 8 milles (13 km) al nord-oest.